# Comuna Vesela Hora, Sloveanoserbsk
Vesela Hora (în ucraineană Весела Гора) este o comună în raionul Sloveanoserbsk, regiunea Luhansk, Ucraina, formată din satele Hrîstove, Obozne, Pankivka, Prîvitne, Svitle, Țvitni Piskî și Vesela Hora (reședința).

## Demografie
Componența lingvistică a comunei Vesela Hora
     Rusă (68,12%)
     Ucraineană (31,78%)
Conform recensământului din 2001, majoritatea populației comunei Vesela Hora era vorbitoare de rusă (68,12%), existând în minoritate și vorbitori de ucraineană (31,78%).